# Brevipalpus tiwanensis
Brevipalpus tiwanensis är en spindeldjursart som beskrevs av Hasan, Wakil och Bashir 2004. Brevipalpus tiwanensis ingår i släktet Brevipalpus och familjen Tenuipalpidae. Inga underarter finns listade.